# České Velenice
Pour les articles homonymes, voir Velenice.
České Velenice (en allemand : Gmünd-Bahnhof ; à l'origine Unterwielands ; en 1938–1945 : Gmünd III) est une ville du district de Jindřichův Hradec, dans la région de Bohême-du-Sud, en République tchèque. Sa population s'élevait à 3 667 habitants en 2024.

## Géographie
České Velenice se trouve à la frontière avec l'Autriche et forme une seule agglomération avec la ville autrichienne de Gmünd. Elle est située à 42 km au sud de Jindřichův Hradec, à 43 km au sud-est de České Budějovice et à 151 km au sud-sud-est de Prague.
La commune est limitée par Nová Ves nad Lužnicí au nord, par l'Autriche à l'est et au sud, et par Nové Hrady à l'est.

## Histoire
Après la mise en service du chemin de fer jusqu'à Gmünd, en 1870, une gare fut construite autour de laquelle un nouveau quartier se développa. Après la fondation de la Tchécoslovaquie, en 1918, il devint la commune de České Velenice.

## Transports
Par la route, České Velenice se trouve à 17 km de Suchdol nad Lužnicí, à 53 km de Jindřichův Hradec, à 51 km de České Budějovice et à 173 km de Prague.

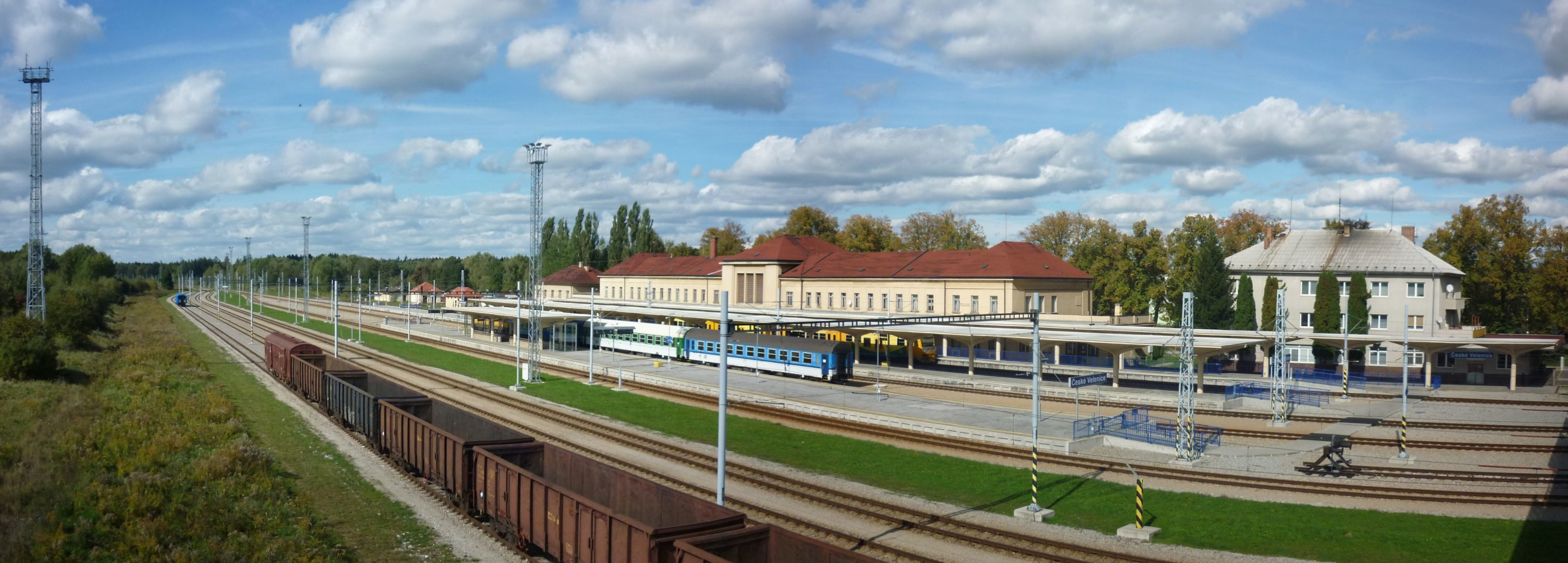
Gare ferroviaire de České Velenice.